# Emanuïl Manòlov
Emanuïl Manòlov   (Gabrovo, 7 de gener de 1858 - Kazanlâk, 2 de febrer de 1902), nom complet amb patronímic Emanuïl Ivanov Manòlov, búlgar: Емануил Иванов Манолов fou un compositor, director de coral i professor búlgar.

## Biografia
El 1881-1883 va estudiar al Conservatori de Moscou sota Aleksandr Guédike (piano) i Ludwig Albrecht (solfeig), també va estudiar flauta i harmonia. El 1885 va tornar a Bulgària, on va treballar a diferents ciutats: Sofia, Stanimak (ara Asenovgrad), Plovdiv i des de 1899 - a Kazanlak. Les seves activitats professionals incloïen la docència, tocar la flauta en una orquestra, editar una revista de música, cors capdavanters i bandes de metall. També va ser el primer director de cor búlgar i mestre de bandes militar, un dels fundadors de l'escola búlgara de composició i música professional búlgara. Autor de la primera òpera búlgara Нищая (El captaire, basada en un poema d'Ivan Vàzov, no acabat, però lliurat el 1900). Es va dedicar a l'elaboració de cançons populars, ell mateix va escriure diverses obres populars, incloses per a la coral.
El seu fill, Hristo Manòlov (1900-1953), així com el net, Zdravko Manòlov (1925-1983), també foren compositors.

## Cançons
- "Himne de Sa Majestat el Tsar de Bulgària"
- "Marxa dels treballadors" (lletra de Georgy Kirkov)
- "Marxa del professor"
- "Quin tipus de noia veig?"
- "Cop, cop"
- "Ram de la gent"